# 서부의 4형제
서부의 4형제(The Sons Of Katie Elder)는 미국에서 제작된 헨리 헤서웨이 감독의 1965년 서부 영화이다. 존 웨인 등이 주연으로 출연하였고 할 B. 월리스 등이 제작에 참여하였다.

## 출연

### 주연
- 존 웨인
- 딘 마틴
- 마사 하이어

### 조연
- 마이클 앤더슨 주니어
- 얼 홀리먼
- 제레미 슬레이트
- 제임스 그레고리

## 제작진
- 미술: 헐 페레이라
- 미술: 월터 H. 타일러
- 의상: 에디스 헤드